# Siao-kan
Siao-kan (čínsky pchin-jinem Xiàogǎn, znaky 孝感) je městská prefektura v Čínské lidové republice. Patří k provincii Chu-pej.
Celá prefektura má rozlohu 8 911 čtverečních kilometrů a přes čtyři miliony obyvatel.

## Poloha
Prefektura leží v provincii Chu-pej. Sousedí s prefekturami Chuang-kuang a Wu-chan na východě, s podprefekturami Sien-tchao a Tchien-men na jihu a jihozápadě, na západě s prefekturou Ťing-čou, na severu pak s prefekturou Siang-jang a s provincií Che-nan.

## Správní členění
Městská prefektura Siao-kan se člení na sedm celků okresní úrovně, a sice jeden městský obvod, tři městské okresy a tři okresy.
| Siao-nan městský okres · Jing-čcheng městský okres · An-lu městský okres · Chan-čchuan okres · Siao-čchang okres · Ta-wu okres · Jün-meng |        |                       |             |                                         |
| Název | Název  | Počet obyvatel (2020) | Rozloha km² | Hustota zalidnění (obyv. na km²) (2020) |
| český přepis | znaky  | Počet obyvatel (2020) | Rozloha km² | Hustota zalidnění (obyv. na km²) (2020) |
| Městský obvod |        |                       |             |                                         |
| Siao-nan | 孝南区 | 988 479               | 1 029       | 961                                     |
| Městské okresy |        |                       |             |                                         |
| Jing-čcheng | 应城市 | 476 596               | 1 099       | 434                                     |
| An-lu | 安陆市 | 498 356               | 1 354       | 368                                     |
| Chan-čchuan | 汉川市 | 903 296               | 1 655       | 546                                     |
| Okresy |        |                       |             |                                         |
| Siao-čchang | 孝昌县 | 483 367               | 1 185       | 408                                     |
| Ta-wu | 大悟县 | 486 153               | 1 980       | 246                                     |
| Jün-meng | 云梦县 | 434 124               | 610         | 712                                     |
| |        |                       |             |                                         |
| Celkem | Celkem | 4 270 371             | 8 911       | 479                                     |

## Partnerská města
- Brest, Bělorusko